# لكران

## التأسيس
تأسست البلدية بموجب المرسوم الصادر بتاريخ 20 أكتوبر 1987 الخاص بتأسيس البلديات وأول عمدة لها الوزير و الإطار يحي منكوس

## التقسيم الإداري
بلدية لكران تابعة إداريًا لمقاطعة كيفة و تقع في الجنوب الغربي من مدينة كيفة على مسافة 38 كلم وتحدها من الشمال مقاطعة كرو وباركيول والجنوب بلدية لحرج وساني ومن الشرق بلدية كورجل ومن الغرب بلدية لبحير